# Jiangsu Yueda Kia Motors
Jiangsu Yueda Kia Motors Co., Ltd. ― автомобілебудівна компанія зі штаб-квартирою в місті Яньчен, Китай, спільне підприємство Jiangsu Yueda Group і Kia. 
Раніше компанія була відома як Dongfeng Yueda Kia Motors Co., Ltd., поки Dongfeng не вийшла зі спільного підприємства наприкінці 2021 року.

## Історія
Компанія Dongfeng Yueda Kia була заснована у 2002 р. У серпні 2003 р. було оголошено, що Dongfeng Yueda Kia інвестує близько 600 млн доларів США в будівництво нового складального заводу в провінції Цзянсу потужністю 400 000 автомобілів на рік.
У листопаді 2011 року Dongfeng Yueda Kia оголосила, що побудує свій третій автомобільний завод у місті Яньчен. Будівництво заводу тривало з 2012 по 2014 р. Річна виробнича потужність заводу становить 300 000 автомобілів.
У грудні 2021 року Dongfeng продала свою 25%-ву частку у спільному підприємстві компанії Jiangsu Yueda за 297 млн юанів.
У лютому 2022 року південнокорейська корпорація Kia Motors підписала угоду про розширення інвестицій з Народним урядом міста Яньчен та Jiangsu Yueda Group, і обидві сторони створять нове спільне підприємство. Увечері 1 березня компанія Yueda Automobile зробила заяву про те, що Dongfeng Yueda Kia Automobile Co, Ltd. планує збільшити капітал на 600 мільйонів доларів США. Yueda Investment зробила заяву про відмову від збільшення інвестицій в Dongfeng Yueda Kia. До цього збільшення капіталу структура акціонерного капіталу Dongfeng Yueda Kia була такою: Kia Corporation, Yueda Automobile Group та Yueda Investment, кожна з яких володіла 50%, 25% та 25%. Після збільшення капіталу співвідношення акцій нової компанії становить 50% для Kia Motors, 45,8% для Yueda Automobile Group та 4,2% для Yueda Investment відповідно. Yueda Automobile Group та Yueda Investment є особами, що діють спільно.
22 березня 2022 року Dongfeng Yueda Kia була перейменована в Kia Motors Co, Ltd. У травні того ж року вона була перейменована в Jiangsu Yueda Kia Motors Co, Ltd.

## Заводи
Завод Jiangsu-Yueda-Kia в місті Яньчен, провінція Цзянсу, виробляє автомобілі Kia для китайського ринку. Починаючи з 2021 року, на заводі розпочалося серійне виробництво HiPhi X.